# The Island (песня Pendulum)
«The Island» («Остров») — третий сингл австралийского драм-н-бейс коллектива Pendulum с альбома Immersion. Сингл вышел 20 сентября 2010 года. The Island делится на 2 части: «Dawn» и «Dusk». Ремиксы на композиции сделали DJ Tiesto и DJ Lenzman.

## Форматы и трек-лист
- iTunes Bundle (выпущен 19 сентября 2010)

| №                   | Название                                  | Длительность |
| ------------------- | ----------------------------------------- | ------------ |
| 1.                  | «The Island»                              | 9:30         |
| 2.                  | «The Island» (radio edit)                 | 3:39         |
| 3.                  | «The Island» (Tiësto remix)               | 6:45         |
| 4.                  | «The Island» (Lenzman remix)              | 4:57         |
| 5.                  | «The Island - Pt. II (Dusk)» (DJ edit)    | 4:57         |
| 6.                  | «The Island - Pt. I (Dawn)» (music video) | 3:40         |
| Общая длительность: | Общая длительность:                       | 33:28        |

- CD Single (выпущен 20 сентября 2010)

| №                   | Название                               | Длительность |
| ------------------- | -------------------------------------- | ------------ |
| 1.                  | «The Island»                           | 9:30         |
| 2.                  | «The Island» (radio edit)              | 3:39         |
| 3.                  | «The Island» (Tiësto remix)            | 6:45         |
| 4.                  | «The Island» (Lenzman remix)           | 4:57         |
| 5.                  | «The Island - Pt. II (Dusk)» (DJ edit) | 4:57         |
| Общая длительность: | Общая длительность:                    | 29:48        |

- 12" vinyl single (выпущен 8 ноября 2010 года)

| №                   | Название                               | Сторона             | Длительность |
| ------------------- | -------------------------------------- | ------------------- | ------------ |
| 1.                  | «The Island»                           | A                   | 9:30         |
| 2.                  | «The Island - Pt. II (Dusk)» (DJ edit) | AA                  | 4:57         |
| Общая длительность: | Общая длительность:                    | Общая длительность: | 14:27        |

- 12" remixes vinyl (выпущен 8 ноября 2010 года)

| №                   | Название                     | Сторона             | Длительность |
| ------------------- | ---------------------------- | ------------------- | ------------ |
| 1.                  | «The Island» (Tiësto remix)  | A                   | 4:57         |
| 2.                  | «The Island» (Lenzman remix) | AA                  |              |
| Общая длительность: | Общая длительность:          | Общая длительность: | 11:42        |

## Клип
На сингл был отснят клип, который появился на Youtube 2 сентября 2010. Женщина, проснувшаяся на мёртвой планете, дезориентирована и не знает, где находится. Она бежит через пустырь за другим человеком, пока не выясняет, что она застряла в парадоксе времени и гонится за своим прототипом, который в свою очередь делает то же самое.

## Участники записи
Pendulum:
- Роб Свайр — композитор, продюсер, вокал, микширование
- Гарет МакГриллен — ассистент

Другие участники:
- Tiësto — remix
- Lenzman — remix

## Конкурс ремиксов
Вместе с выходом сингла, Pendulum объявили о проведении конкурса ремиксов на трек. Среди почти 800 работ, организаторам конкурса удалось выбрать двоих победителей.
- Remix Competition

| №  | Название                        | Длительность |
| -- | ------------------------------- | ------------ |
| 1. | «The Island» (Madeon Remix)     | 4:06         |
| 2. | «The Island» (Statelapse Remix) | 5:09         |